# Germán Chiaraviglio
Germán Pablo Chiaraviglio Ermácora (né le 16 avril 1987 à Santa Fe) est un athlète argentin, spécialiste du saut à la perche.

## Carrière
Sa meilleure performance était de 5,71 m pour devenir champion du monde junior à Pékin en 2006, performance qu'il n'améliore qu'en 2015 lors des Jeux panaméricains à Toronto.
Il franchit 5,65 m le 14 mars 2015 à Santa Fe, sa ville natale. Le 12 juin 2015 à Lima (VDN), il approche son ancien record de 1 cm, en sautant 5,70 m.
Il bat son record le 21 juillet 2015 lors des Jeux Panaméricains avec 5,75 m, effaçant son vieux record datant de 2006.
Il est quadruple champion d'Amérique du Sud et quadruple vice-champion d'Amérique du Sud.
Le 22 août 2015, il se qualifie pour la finale des Championnats du monde de Pékin en franchissant la barre qualificative de 5,70 m puis termine deux jours plus tard neuvième de cette finale avec 5,65 m.
En mai 2016, il remporte le titre des Championnats ibéro-américains à Rio, en 5,60 m.

## Palmarès
| Date | Compétition                            | Lieu             | Résultat | Marque  |
| ---- | -------------------------------------- | ---------------- | -------- | ------- |
| 2002 | Championnats d'Amérique du Sud cadets  | Asunción         | 1er      | 4,75 m  |
| 2003 | Championnats d'Amérique du Sud juniors | Guayaquil        | 1er      | 5,16 m  |
| 2003 | Championnats du monde cadets           | Sherbrooke       | 1er      | 5,15 m  |
| 2003 | Championnats panaméricains juniors     | Bridgetown       | 1er      | 5,15 m  |
| 2004 | Championnats d'Amérique du Sud cadets  | Guayaquil        | 1er      | 5,20 m  |
| 2004 | Championnats du monde juniors          | Grosseto         | 2e       | 5,45 m  |
| 2004 | Championnats ibéro-américains          | Huelva           | 3e       | 5,30 m  |
| 2005 | Championnats d'Amérique du Sud         | Cali             | 3e       | 5,10 m  |
| 2005 | Championnats panaméricains juniors     | Windsor          | 1er      | 5,40 m  |
| 2006 | Championnats ibéro-américains          | Ponce            | 1er      | 5,70 m  |
| 2006 | Championnats du monde juniors          | Pékin            | 1er      | 5,71 m  |
| 2006 | Championnats d'Amérique du Sud         | Tunja            | 1er      | 5,40 m  |
| 2006 | Coupe du monde des nations             | Athènes          | 3e       | 5,70 m  |
| 2007 | Championnats d'Amérique du Sud         | São Paulo        | 2e       | 5,40 m  |
| 2007 | Jeux panaméricains                     | Rio de Janeiro   | 3e       | 5,20 m  |
| 2007 | Championnats du monde                  | Osaka            | qual.    | 5,55 m  |
| 2008 | Jeux olympiques                        | Pékin            | qual.    | NM      |
| 2011 | Championnats d'Amérique du Sud         | Buenos Aires     | 2e       | 5,30 m  |
| 2011 | Jeux panaméricains                     | Guadalajara      | 4e       | 5,50 m  |
| 2012 | Championnats ibéro-américains          | Barquisimeto     | 1er      | 5,40 m  |
| 2013 | Championnats d'Amérique du Sud         | Carthagène       | 2e       | 5,40 m  |
| 2014 | Jeux sud-américains                    | Santiago         | 2e       | 5,35 m  |
| 2014 | Championnats ibéro-américains          | Barquisimeto     | 1er      | 5,20 m  |
| 2014 | Festival des sports panaméricains      | Mexico           | 1er      | 5,20 m  |
| 2015 | Championnats d'Amérique du Sud         | Lima             | 1er      | 5,70 m  |
| 2015 | Jeux panaméricains                     | Toronto          | 2e       | 5,75 m  |
| 2015 | Championnats du monde                  | Pékin            | 9e       | 5,65 m  |
| 2015 | Ligue de diamant                       | Ligue de diamant | 7e       | détails |
| 2016 | Championnats ibéro-américains          | Rio de Janeiro   | 1er      | 5,60 m  |
| 2016 | Jeux olympiques                        | Rio de Janeiro   | 11e      | 5,50 m  |
| 2017 | Championnats d'Amérique du Sud         | Luque            | 1er      | 5,60 m  |
| 2017 | Ligue de diamant                       | Ligue de diamant | 9e       | 5,48 m  |
| 2018 | Jeux sud-américains                    | Cochabamba       | 2e       | 5,40 m  |
| 2019 | Championnats d'Amérique du Sud         | Lima             | 3e       | 5,21 m  |
| 2019 | Jeux panaméricains                     | Lima             | 5e       | 5,51 m  |
| 2021 | Championnats d'Amérique du Sud         | Guayaquil        | 1er      | 5,55 m  |
| 2022 | Championnats ibéro-américains          | La Nucia         | 3e       | 5,30 m  |
| 2023 | Championnats d'Amérique du Sud         | São Paulo        | 1er      | 5,55 m  |
| 2023 | Jeux panaméricains                     | Santiago         | 2e       | 5,50 m  |

## Records
| Épreuve          | Épreuve      | Performance | Lieu            | Date                            |
| ---------------- | ------------ | ----------- | --------------- | ------------------------------- |
| Saut à la perche | En plein air | 5,75 m (NR) | Toronto         | 21 juillet 2015                 |
| Saut à la perche | En salle     | 5,60 m (NR) | Donetsk Glasgow | 10 février 2007 20 février 2016 |